# جلسان هندي
جُلَّسان هنديّ نوعٌ من الجلسان مهده الهند ضروبه كثيرة العدد جميعها بجلاتٌ صغيرة القد تعلو من 40 إلى 60 سم. سوقها وفروعها مهدبة. أوراقها عروة إهليلجية الشكل، نصلها لامع البشرة يطول نحو 5 سم. أزهارها فردية كبيرة القد قطرها نحو 8 سم. بتلاتها مختلفة الألوان مآبرها حمر. إزهرارها يستمر من أيار إلى حزيران.

## معرِض الصور

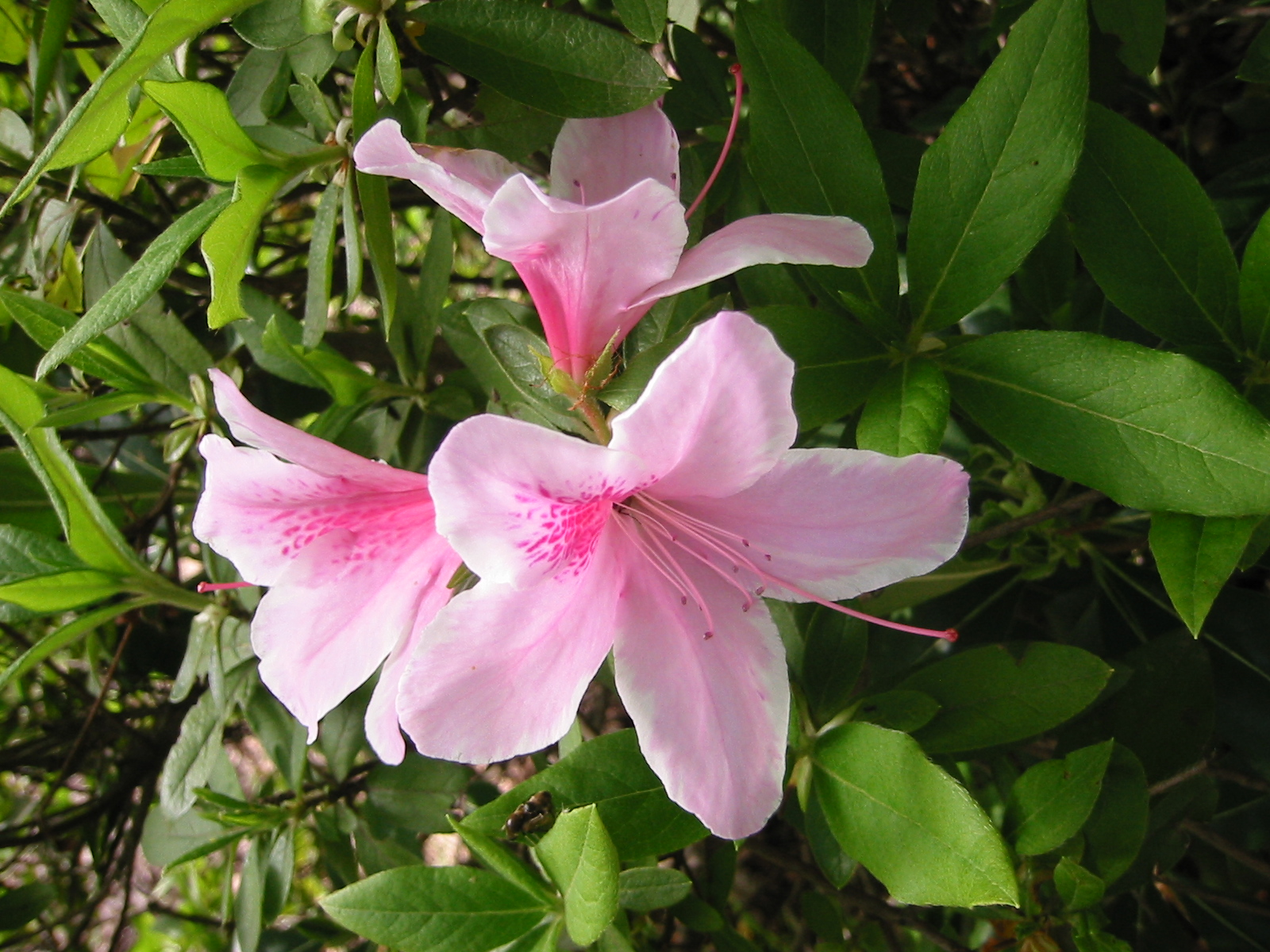
صورة مقربة للزهرة
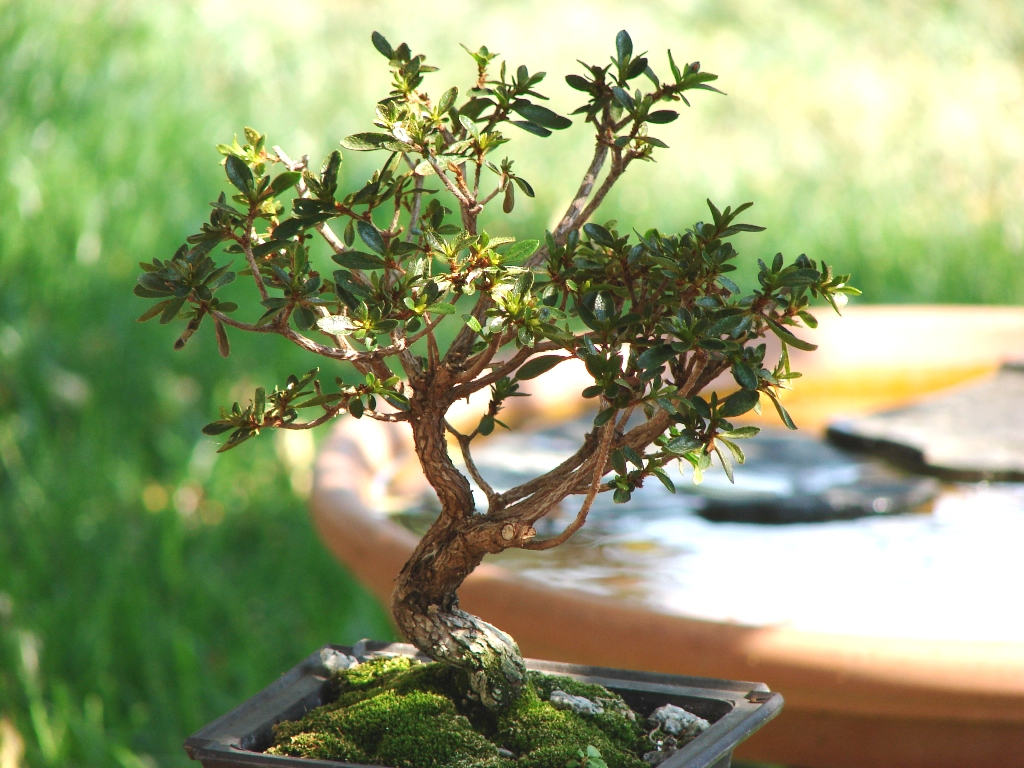
بُنْساي
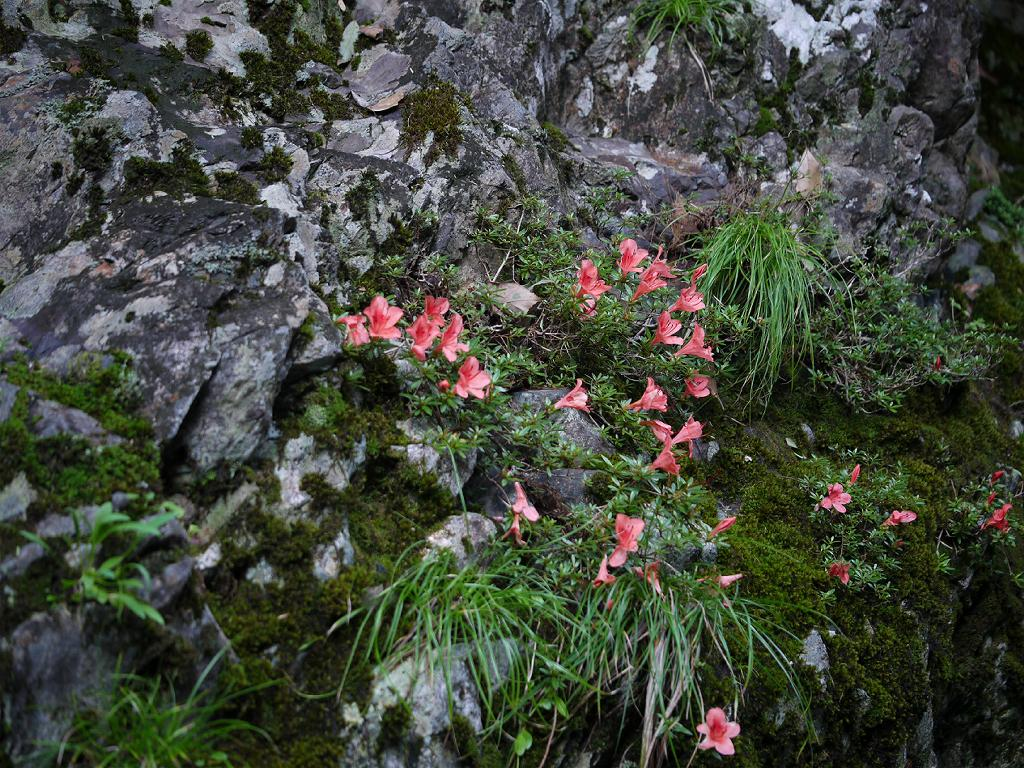
شكل طبيعي
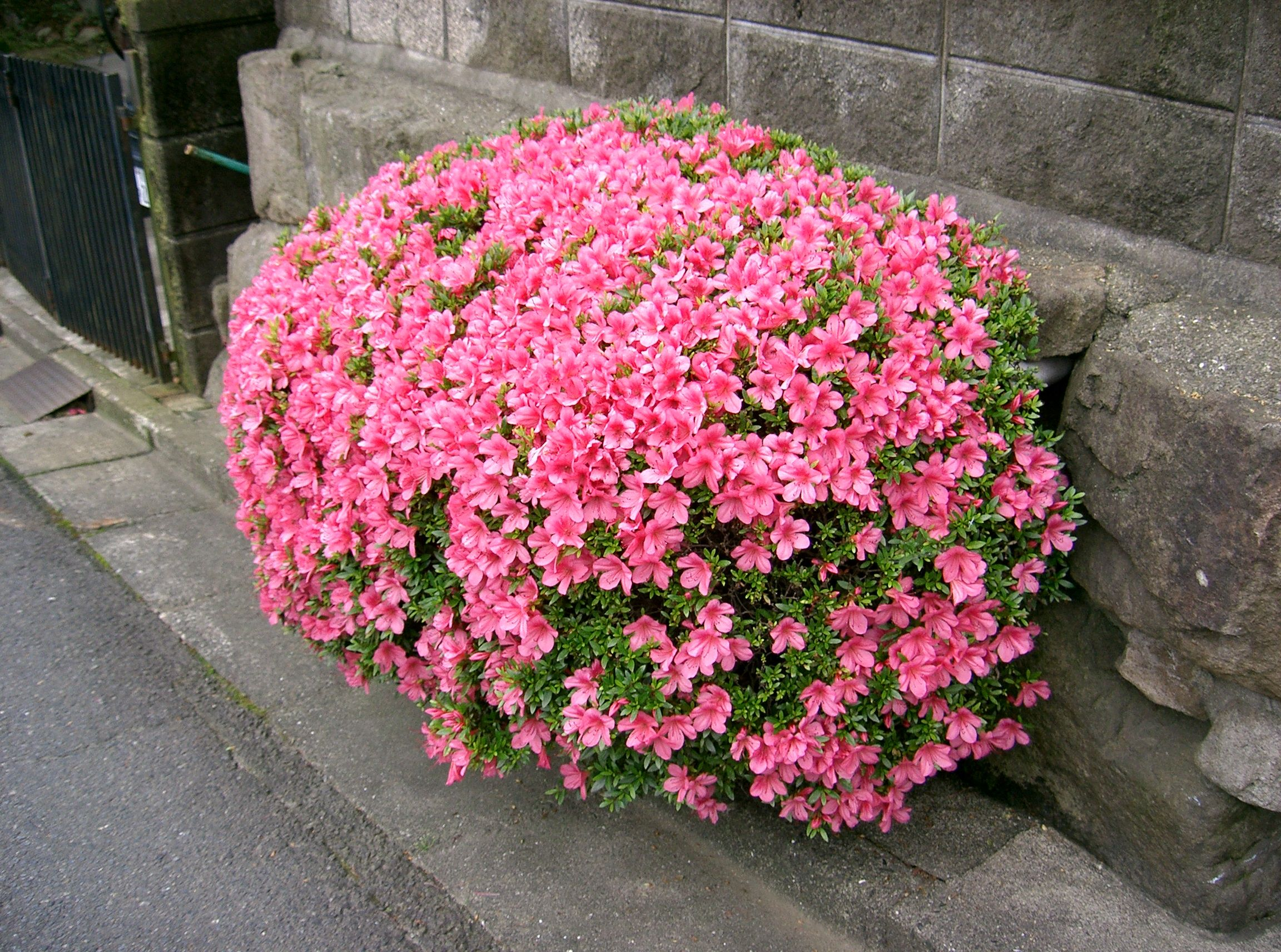
التحوط أو طوق